# Ytringsfrihed
Ytringsfrihed er retten til frit at udtrykke sin mening i skrift og tale uden andres forudgående godkendelse, og står dermed i modsætning til censur. Ytringsfriheden har haft afgørende indflydelse på den samfundsudvikling, som har fundet sted i slutningen af 1900-tallet i den vestlige verden. Den opfattes som en af grundpillerne i et velfungerende demokrati, fordi dette bygger på fri meningsudveksling. Desuden giver ytringsfrihed mulighed for at udtrykke afvigende meninger, så risikoen for at disse får et voldeligt udtryk mindskes. Ytringsfriheden er især vigtig for mindretallene, idet de magthavende instanser på grund af deres magtposition ikke har reelt brug for beskyttelsen af retten til ytring.
Ytringsfriheden er en grundlæggende rettighed, men er ikke ubegrænset. Ytringsfriheden indebærer, at staten ikke på forhånd kan blande sig og forbyde borgerne at komme til orde. Derimod er friheden ikke til hinder for, at man efterfølgende står til ansvar for sine ytringer, f.eks. ved en domstol. Udtalelser kan ved dom blive kendt ubeføjede, hvis retten ikke finder dem dokumenteret, ligesom overtrædelser af de lovgivningsmæssige bestemmelser naturligvis kan medføre idømmelse af straf.

## Skillet mellem ytring og handling
Ytringsfrihed er tale- og skrivefrihed og ikke det samme som frihed til at handle. Spinoza og Kant skelnede mellem ytring og handling. Spinoza fandt støtte for dette hos Tacitus, som skrev facta argueruntur, et dicta impune essent (= det, som gøres, kan retsforfølges; det som siges, er tilladt). Spinoza anså menneskets tankefrihed som et naturgivent faktum. Borgernes tanker kan øvrigheden ikke gøre noget ved; tanker og følelser er ikke underlagt viljen, og kan derfor heller ikke kontrolleres af andres vilje. Spinoza konkluderer med, at hvis øvrigheden undertrykker ytringer, skabes en kultur med en dyb kløft mellem hvad folk tænker, og hvad de tør at sige. Ret nok er der normalt en forskel mellem hvad folk tænker, og hvad de faktisk siger højt; men at forbyde ytringer er at opfordre til uærlige ytringer. I et samfund, hvor man forventes ikke at mene, hvad man siger, vil tilliden til aftaler svækkes. Spinoza påpeger også, at i et sådant samfund vil de bedste blandt borgerne ende som fjender af øvrigheden, mens et samfund, der respekterer ytringsfriheden, vil være bedre både for borgerne og øvrigheden.

## Idehistorie
Ideen om ytringsfrihed tog først for alvor fart under oplysningstiden i1600- og 1700-tallet. Tænkere som John Locke, Voltaire og Thomas Paine forfægtede vigtigheden af individuelle rettigheder og fri udveksling af ideer som en modvægt til enevældens censur af skrift og tale. Deres skrifter lagde grunden til udviklingen af moderne opfattelser af ytringsfrihed.
Begrebet ytringsfrihed blev et grundlæggende princip i dannelsen af USA. Den første ændring af den amerikanske forfatning, ratificeret i 1791, fastslog ytringsfrihed som en forfatningsmæssig rettighed. Den udtalte: "Kongressen skal ikke lave nogen lov ... der fjerner ytringsfriheden eller pressefriheden."
Igennem det 19. og 20. århundrede fortsatte forståelsen af ytringsfrihed med at udvikle sig, og adskillige udfordringer og retssager formede dens omfang og begrænsninger. Ideen om ytringsfrihed blev afprøvet i tider med krig og social uro, hvilket førte til skelsættende juridiske beslutninger, der beskytter ytringsrettigheder selv i tider med konflikt. Verdenserklæringen om menneskerettigheder, der blev vedtaget af De Forenede Nationer i 1948, anerkendte ytringsfrihed som en grundlæggende menneskeret i henhold til artikel 19. Denne erklæring markerede et væsentligt skridt i at fremme beskyttelsen af ytringsfrihed globalt.

## Lovgrundlaget i Danmark
Grundlovens §77:
"Enhver er berettiget til på tryk, i skrift og tale at offentliggøre sine tanker, dog under ansvar for domstolene. Censur og andre forebyggende forholdsregler kan ingensinde på ny indføres."
Den Europæiske Menneskerettighedskonvention, Artikel 10:
Stk. 1 "Enhver har ret til ytringsfrihed. Denne ret omfatter meningsfrihed og frihed til at give eller modtage meddelelser eller tanker, uden indblanding fra offentlig myndighed og uden hensyn til grænser. Denne artikel forhindrer ikke stater i at kræve, at radio-, fjernsyns- eller filmforetagender kun må drives i henhold til bevilling."
Stk. 2. "Da udøvelsen af disse frihedsrettigheder medfører pligter og ansvar, kan den underkastes sådanne formelle bestemmelser, betingelser, restriktioner eller straffebestemmelser, som er foreskrevet ved lov og er nødvendige i et demokratisk samfund af hensyn til den nationale sikkerhed, territorial integritet eller offentlig sikkerhed, for at forebygge uorden eller forbrydelse, for at beskytte sundheden eller sædeligheden, for at beskytte andres gode navn og rygte eller rettigheder, for at forhindre udspredelse af fortrolige oplysninger, eller for at sikre domsmagtens autoritet og upartiskhed."
Juridisk skelner man mellem formel, materiel og reel ytringsfrihed:
- Formel ytringsfrihed er forbud mod forudgående indgreb, altså f.eks. censur. Blandt den juridiske sagkundskab er der bred enighed om, at denne er til stede i dansk lovgivning og retspraksis.
- Materiel ytringsfrihed er retten til efterfølgende ansvarsfrihed for sine ytringer. Her er den juridiske sagkundskab mere delt. En traditionel opfattelse i dansk jura har været, at Grundloven ikke giver grundlag for en materiel ytringsfrihed, og at man derfor teoretisk set kan pålægge ansvar for alt ved lov. Andre mener at denne opfattelse ikke helt holder i dag, hvor andre – nyere – forfattere beskriver en vis form for materiel ytringsfrihed. Eksempelvis skrev Peter Germer (tidligere professor ved Juridisk Institut ved Aarhus Universitet, i dag pensioneret) i 1973 en doktorafhandling med titlen: Ytringsfrihedens væsen, hvor han med inspiration især fra den amerikanske retspraksis, gav udtryk for, at grundloven kan tolkes således at den også yder en fuld beskyttelse for den materielle ytringsfrihed i offentlige anliggender, og ikke udelukkende en formel ytringsfrihed. Afhandlingen mødte voldsom kritik fra bl.a. juristen Alf Ross, men hans konklusioner har i den senere tid fået mere anerkendelse – også i form af støtte i retspraksis og praksis fra Den Europæiske Menneskerettighedsdomstol.[4]
- Reel ytringsfrihed er muligheden for at komme til orde – f.eks. få optaget et læserbrev eller blive hørt, uanset om man har afvigende meninger eller tilhører en marginal gruppe. Der er ikke enighed om, hvorvidt reel ytringsfrihed kræver at alle har lige ret til at få deres mening frem. I Danmark gælder visse alsidighedskriterier for radio og tv, og for dækningen af valg i tv er der helt faste regler om at alle partier skal præsenteres.

Det tankemæssige grundlag for den ytringsfrihedsordning, den danske Grundlov repræsenterer, er følgende:
Det er grundlæggende i et folkestyre, at fakta vedrørende samfundsforhold og synspunkter på samme kan bringes frem til diskussion uden risiko for strafforfølgning, uanset om de efter deres indhold eller formen, i hvilken de fremføres, måtte belaste nogen. Denne frihed sammenfattes i praksis under overskriften "ytringsfrihed". Tankegangen bag denne frihed er ultimativt den, at menneskelivet hverken kan eller bør reguleres én gang for alle af en forud opstillet ideologisk eller religiøs formel, men at det tværtimod skal sikres, at der altid kan tages stilling til denne verdens fænomener ud fra en konkret undersøgelse af deres indhold. Denne stillingtagen antages endvidere at tilkomme de enkelte borgere inden for rammerne af et folkestyre, som giver dem mulighed for forinden at diskutere tingene til bunds. Tankesættet er med andre ord også empirisk: Det anerkender således ikke spekulation og mytedannelse som grundlag for politisk beslutning på bekostning af kendsgerninger udvundet med de metoder, som erfaringsmæssigt er bedst til at skaffe (sikker) viden, og den herudfra stedfundne diskussion.

## Lovgrundlagets historie

### Ytringslovgivning før Grundloven
Selve begrebet ytringsfrihed er af nyere dato, men i ældre dansk lovgivning findes paragraffer der forbyder lastefuld omtale af konge, kirke og religion. Denne lovgivning eksisterede i ældre middelalderlig lovgivning, men blev først i overskuelig form samlet i Danske Lov. Indskrænkninger i idéers ytringer findes også i censurbestemmelserne som opstår i forbindelse med indførelsen af bogtrykkerkunsten. Lovgivning på dette område oprettede en censurvirksomhed i forbindelse med Københavns Universitet. Alle skrifter der skulle trykkes skulle på forhånd censureres af universitetets professorer.
I Danske Lov, som blev indført i 1683 - men for en stor dels vedkommende stammer fra ældre lovgivning – bestemmes det at "Hvem som overbeviises at have lastet Gud, eller bespottet hans hellige Navn, Ord og Sacramenter, hannem skal Tungen levendes af hans Mund udskæres, dernæst hans Hoved afslaaes, og tilligemed Tungen sættes paa en Stage"  Korporlige straffe kunne også anvendes i forbindelse med kritik af kongefamilien , regeringsformen  eller kongens beslutninger , selv om straffen, alt efter "sagens Beskaffenhed", også kun kunne være tab af gods og ære.
I forbindelse med "Æresager" mellem private, dvs æreskrænkelser i form af ytringer, der er foregået i "Kroehuus, Møllehuus, Smedehuus eller andenstæds i slig Forsamling", må den krænkede indkalde krænkeren til tinget hvor sagen kan løses for fogeden. Selv ytringer der ikke rammer nogens "Ære og Lempe" kunne i visse tilfælde af en dommer findes at være "utilbørlige", og idømmes en pengestraf. Desuden findes en række andre bestemmelser vedrørende anvendelsen af specifikke ukvemsord og andre æreskrænkelser eller løgne.
Johann Friedrich Struensee afskaffede i 1770 forhåndscensuren og indførte fuldstændig trykkefrihed. Denne periode kaldes trykkefrihedstiden, men ophørte efter Struensees fald da de nye magthavere i 1773 indførte en strammere lovgivning på området. Forhåndscensuren vedblev dog med at være afskaffet, og der blev kun foretaget indgreb efter et skrift var udkommet - til gengæld var det op til politimesteren selv at dømme og udmåle straffen, som kunne være op til 200 rigsdaler. Ved Statskuppet i 1784 slækkedes nidkærheden i opretholdelsen af denne lovgivning, idet A.P. Bernstorffs og Christian Colbjørnsens indflydelse på regenten, kronprins Frederik, udmøntede sig i en sporadisk brug af politimesterens indgreb. Men disse tilstande, som i bund og grund var en vilkårlig udøvelse af loven, huede hverken regeringen eller skribenterne, især ikke efter at forfatterne Peter Andreas Heiberg og Niels Ditlev Riegels hver især var blevet straffet med en bøde på 200 rigsdaler i forbindelse med kritiske skrifter der var udkommet i anledning af kronprinsens bryllup i sommeren 1790. I december samme år udkom Trykkefrihedsreskriptet af 1790, der nok forhøjede strafudmålingen for overtrædelse af trykkefrihedslovgivningen, men til gengæld var en væsentlig forbedring af forholdene for forfattere og udgivere, idet myndigheden nu helt blev pålagt domstolene, og anklagede således havde mulighed for at forsvare sig ved en retssag.
I slutningen af 1790'erne skiftede regeringens holdning til trykkefriheden, ikke mindst på grund af pres fra Rusland som i Danmarks pressefrihed så en alt for stor eftergivenhed overfor de grupperinger der støttede den franske revolution. Det resulterede i mange skrifter for og imod trykkefriheden, mest markant nok Michael Gottlieb Birckners forsvarsskrift for trykkefrihed Om Trykkefriheden og dens Love (1797). Men debatten fik snarere den modsatte effekt på regeringens betænkninger, idet kronprinsen vrededes over skribenternes "skrivefrækhed".
Resultatet blev Trykkefrihedsforordningen af 1799, der markant indskrænkede rammerne for trykkefriheden og forhøjede straffen, således at overtrædelse i værste fald kunne betyde dødsstraf eller landsforvisning. Ingen nåede dog at blive henrettet på grundlag af denne lovgivning, selv om f.eks. Jacob Jacobsen Dampe blev idømt dødsstraf, da hans straf personligt af Frederik 6. blev ændret til livsvarigt fængsel. Andre kendte forfattere der blev idømt hårde straffe ifølge trykkefrihedsforordningen af 1799 var forfatterne Peter Andreas Heiberg og Malthe Conrad Bruun som blev landsforvist. Censuren blev desuden delvist genindført, idet at forfattere kunne dømmes til livsvarig censur, således at deres skrifter skulle forhåndsgodkendes før udgivelse, en straf som bl.a. N.F.S. Grundtvig blev idømt.
Denne lovgivning, som effektivt satte en stopper for størstedelen af den politiske debat, blev efter indførelsen af Rådgivende provinsialstænderforsamlinger slækket en del, men var i princippet i anvendelse indtil loven om pressens brug blev vedtaget 3. januar 1851.

### Grundloven
Historisk har ytringsfriheden haft fire former i den danske grundlov:
- Grundloven af 5. juni 1849, § 91:

"Enhver er berettiget til ved Trykken at offentliggjøre sine Tanker, dog under Ansvar for Domstolene. Censur og andre forebyggende Forholdsregler kunne ingensinde paa ny indføres.”
- Grundloven af 28. juni 1866, § 87:

"Enhver er berettiget til ved Trykken at offentliggjøre sine Tanker, dog under Ansvar for Domstolene. Censur og andre forebyggende Forholdsregler kunne Ingensinde paa ny Indføres.”
- Grundloven af 10. september 1920, § 84:

"Enhver er berettiget til paa Tryk at offentliggøre sine Tanker, dog under Ansvar for Domstolene. Censur og andre forebyggende Forholdsregler kan ingen Sinde paa ny indføres.”
- Grundloven af 5. juni 1953, § 77:

"Enhver er berettiget til på tryk, i skrift og tale at offentliggøre sine tanker, dog under ansvar for domstolene. Censur og andre forebyggende forholdsregler kan ingen sinde på ny indføres.”
På trods af små ændringer i placering og grammatik, er der rent betydningsmæssigt ingen ændringer, bortset fra tilføjelsen af "i skrift og tale". Sagt på enkelt dansk står der: "Alle har lov til at ytre sig skriftligt og mundtligt, men under ansvar for at overholde lov og ret. Staten må ikke på forhånd forbyde nogen at ytre sig.”
Paragraffen forbyder censur. Censur var på enevældens tid dels kravet om at bøger og artikler skulle godkendes på forhånd, dels at bestemte personer fik forbud mod at offentliggøre skrifter og tale offentligt. Paragraffen giver dermed vide muligheder for at indføre love, der gør bestemte ytringer strafbare i henhold til almindelig moral eller af politiske hensyn – heraf formuleringen "under ansvar for domstolene". Straffeloven indeholder bl.a. paragraffer om ærekrænkelse og den såkaldte racismeparagraf. Tidligere var pornografiske skrifter forbudt, men de skulle ikke forhåndsgodkendes; de blev forbudt og beslaglagt efter en evt. retssag og dom.
Da film og billedkunst ikke er nævnt i loven, kunne man indtil 1969 opretholde filmcensur, hvor alle film skulle forhåndsgodkendes og renses for utilbørlig vold, porno og lignende.
Det er et åbent spørgsmål, om grundlovens § 77 forhindrer censur af internettet og andre elektroniske medier, hvis en regering skulle ønske at indføre sådanne begrænsninger.

### Indskrænkninger af ytringsfriheden under provisorielovgivningen
Der skete dog en undtagelse under Provisorietiden, hvor Christian 9. igennem J.B.S. Estrup og hans Højre-regering, bekæmpede folketingets flertal ved dekreter og provisorisk lovgivning. Regeringens straffelovsprovisorie af 2. november 1885 indeholdt følgende indskrænkninger i ytringsfriheden:
§1. Den, som i Tale eller Skrift, henvendt til Publikum i Almindelighed eller til Forsamlinger, raader eller opfordrer til at begaa Handlinger, der falde ind under bestaaende Straffelove, straffes som for Anstiftelse af saadanne strafbare Handlinger eller Forsøg herpaa.
Den, som paa foranførte Maade fremstiller Forbrydelsers Begaaelse som fortjenstlig eller bifaldsværdigt, straffes med Fængsel.
§2. Den, som offentlig eller privat raader eller opfordrer Personer, der henhøre til Hæren eller Flaaden, eller ere udskrevne til samme, til Ulydighed imod militære Foresattes Befalinger, saavelsom den, der raader eller opfordrer Værnepligtige til ikke at adlyde Indkaldelsesordre, straffes med Fængsel eller under skærpende Omstændigheder med Forbedringsarbejde.
§3. Den, som i Tale eller Skrift, henvendt til Publikum i Almindelighed eller til Forsamlinger, eller i øvrigt paa en den offentlige Ro og Orden faretruende Maade ophidser Klasser eller Dele af Befolkningen til Had og Forbittrelse eller til Voldsgjerninger imod andre Klasser eller Dele af den, straffes med Fængsel.
§4. Den, som offentlig fremsætter eller udbreder opdigtede eller forvanskede Kjendsgerninger for derved at gjøre Statens Indretninger eller Regjeringens Foranstaltninger forhadte eller foragtelige, straffes med Fængsel.
På trods af at denne lovgivning kun var i kraft indtil 19. juni 1888, blev flere personer, deriblandt redaktører for oppositionelle blade, idømt fængselsstraffe for at have overtrådt disse love.

### FN's Verdenserklæring om menneskerettigheder
FN's Verdenserklæring om menneskerettigheder indeholder en enkelt artikel vedrørende ytringsfrihed, nemlig artikel 19:
"Enhver har ret til menings- og ytringsfrihed; denne ret omfatter frihed til at hævde sin opfattelse uden indblanding og til at søge, modtage og meddele oplysning og tanker ved et hvilket som helst meddelelsesmiddel og uanset landegrænser."

### Den Europæiske Menneskerettighedskonvention
Artikel 10 i Europarådets konvention til beskyttelse af Menneskerettigheder og grundlæggende Frihedsrettigheder af 1950 (Den Europæiske Menneskerettighedskonvention eller blot menneskeretskonventionen) indeholder følgende beskrivelse af ytringsfriheden:
"Stk. 1. Enhver har ret til ytringsfrihed. Denne ret omfatter meningsfrihed og frihed til at modtage eller meddele oplysninger eller tanker, uden indblanding fra offentlig myndighed og uden hensyn til landegrænser. Denne artikel forhindrer ikke stater i at kræve, at radio-, fjernsyns- eller filmforetagender kun må drives i henhold til bevilling.
Stk. 2. Da udøvelsen af disse frihedsrettigheder medfører pligter og ansvar, kan den underkastes sådanne formaliteter, betingelser, restriktioner eller straffebestemmelser, som er foreskrevet ved lov og er nødvendige i et demokratisk samfund af hensyn til den nationale sikkerhed, territorial integritet eller offentlig tryghed, for at forebygge uorden eller forbrydelse, for at beskytte sundheden eller sædeligheden, for at beskytte andres gode navn og rygte eller rettigheder, for at forhindre udspredelse af fortrolige oplysninger, eller for at sikre domsmagtens autoritet og upartiskhed.”
Denne artikel er væsentlig mere omfattende end den tilsvarende i grundloven. Den kan siges at svare til en mere moderne opfattelse af ytringsfrihed, end man havde forudset i grundloven af 1849, og den er samtidig udtryk for en fælles opfattelse af begrebet ytringsfrihed, som det anvendes i de vestlige demokratier.
Denne konvention blev 29. april 1992 del af dansk lov, og er derfor direkte anvendelig i Danmark. For fastlæggelse af ytringsfrihedens grænser har konventionen i dag større betydning end grundlovens bestemmelse.

### EU's forfatningstraktat
Selv om alle medlemslande har tiltrådt Menneskerettighedskonventionen, indeholder EU's forfatningstraktat også en bestemmelse om ytringsfrihed i artikel II-71 (som en del af del II om grundlæggende rettigheder):
Stk. 1. Enhver har ret til ytringsfrihed. Denne ret omfatter meningsfrihed og frihed til at modtage eller meddele oplysninger eller tanker uden indblanding fra offentlig myndighed og uden hensyn til landegrænser.
Stk. 2. Mediefrihed og mediernes pluralisme respekteres.
EU's forfatningstraktat er endnu ikke ratificeret (og bliver det næppe i sin nuværende form efter det franske nej 29. maj 2005), men eventuelle modifikationer vil næppe berøre bestemmelsen om ytringsfriheden.

## Grænser for ytringsfriheden
Der findes en række begrænsende faktorer, som gør at ytringsfriheden i praksis ikke altid udnyttes til fulde. Mange af disse begrænsende faktorer kaldes ofte for censur.

### Lovmæssige
Man har ret til at ytre og formulere sig, som man vil, men det sker under ansvar for domstolene, der altså har ret til pådømme udtalelser, som er i strid med forskellige lovbestemmelser. Det begrænser derfor brugen af ens ytringsfrihed, hvis man ikke ønsker efterfølgende at blive dømt for sine ytringer.
Racismeparagraffen og blasfemiparagraffen er de bedst kendte eksempler på lovgivningsmæssige bestemmelser, hvorefter man kan blive stillet til ansvar for brug af ytringsfriheden. Men også loyalitetsbegrebet (især indenfor arbejdsmarkedet), straffelovens bestemmelser om æreskrænkende udtalelser (ofte omtalt som "injurielovgivningen") samt hensyn til landets sikkerhed (antiterrorloven fx) kan medføre, at en ytrings indhold eller formulering er ansvarspådragende.
Desuden er der i den danske straffelov også en paragraf om at man straffes for offentligt at forhåne en andet lands flag . Den nyere forkynderlov angår specifikt ytringer givet i forbindelse med "religiøs oplæring".
I Danmark er det også forbudt at videregive informationer og billeder om andre folks "private forhold" eller "omstændigheder, der åbenbart kan forlanges unddraget offentligheden" – også selv om personen er død (Straffeloven, §264d).
Forvaltningslovens paragraf 27-32, som omhandler tavshedspligt, samt offentlighedslovens afsnit om aktindsigt, udstikker regler for hvad man må sige og give af oplysninger om, som offentligt ansat.
I Retsplejeloven (§31) fastlægges det, at en domstol under visse betingelser kan indføre navneforbud, dvs. forbud mod offentlig gengivelse af identiteten af personer, der nævnes i forbindelse med en retssag.

### Fogedforbud
Staten må ikke censurere skriftlige ytringer i et blad eller en bog (f.eks. ved at forbyde udgivelse eller kræve indflydelse på det skrevne), eller på anden måde have indflydelse på produktet. Den eneste måde at forbyde en udgivelse på er at anlægge sag og få dom for, at det vil være en krænkelse af privatlivet, eller en trussel mod landets sikkerhed, hvis offentliggørelsen finder sted (i begge tilfælde er skaden sket, hvis udgivelsen sker). Dommeren vil så nedlægge fogedforbud mod udgivelsen. Det er ikke tit dette sker, men det skete blandt andet i den såkaldte "frimurerdom" fra 1982, hvor det lykkedes frimurerordenen at få stoppet en udsendelse fra Danmarks Radio omkring optagelsesritualerne i ordenen. Højesteret gav medhold i, at det var en krænkelse af private forhold at vise udsendelsen.

### Presseetiske regler
De presseetiske regler er ikke formelt en del af lovgivningen, men kan alligevel virke begrænsende på ytringsfriheden for journalister. Pressenævnet kan vurdere at en artikel el.lign. overtræder reglerne for god presseskik, og pålægge mediet at bringe afgørelsen.

### Adgang til medier
Det er ikke nok at have retten til at sige sin mening; for at få sin mening ud til andre, skal man finde en måde at få den ud på. Ytringsfrihed indebærer nemlig ikke ret til at få læserbreve optaget i aviserne eller til at komme i radioen eller fjernsynet. Dog er det kutyme at aviserne tillader et bredt spektrum af meninger for at give plads til en fri debat. Efter at internettet er kommet til, og alle har mulighed for at ytre sig, er der opstået en lang række nye problemer omkring afgrænsningen af ytringsfriheden på internettet.
Manglende viden om hvilke medier man kan ytre sig i, kan i sig selv være en barriere.

### Kommunikationsevne
Ens evne til at udtrykke sig kan være begrænset af forskellige årsager. Fx har børn et mindre ordforråd, folk med et andet modersmål kan også have svært ved at udtrykke deres mening præcist, og der kan være fysiologiske eller mentale grunde til at ens evne til at kommunikere er forringet, som fx ordblindhed, demens, hjerneskade etc.

### Selvcensur
Den største censor er ofte personen selv, som undlader at ytre sig af angst for hvad andre tænker, frygten for at miste sit arbejde, social prestige, trusler om vold og andre lignende hensyn.
I beskrivelsen af individet som egen censor skelnes mellem om selvcensuren har grund i personen selv eller om personen udøver selvcensur pga. frygt for eksterne aktiviteter, der søger at få indflydelse på personens ytringer.
Det bliver således meningsfuldt at skelne mellem ufrivillig og frivillig selvcensur.
Et eksempel på en sjælden og frivillig form for selvcensur forekommer ved at personer eller medier af respekt eller pli undlader krænkende udtalelser. I Danmark nyder f.eks. kongehuset i høj grad denne respekt fra medierne. Traditionen i landet foreskriver at man tiltaler og beskriver de kongelige på en bestemt måde. Der er konsensus om at de kongelige har en særstatus. Bemærk at selvcensuren er frivillig, da det er frivilligt om man vil bryde med denne kulturelle konsensus.
Andre former for frivillig selvcensur forekommer når vi holder ting tilbage i kommunikationen med andre mennesker.
Ufrivillig selvcensur opstår når en person føler det er nødvendigt at holde ytringer tilbage for at kunne bevare andre af sine frihedsrettigheder. Den ufrivillige selvcensur etableres i personen som en pragmatisk reaktion på omgivelsernes reaktion eller forventede reaktion på ytringer.
Personen kan føle sig nødsaget til at give afkald på ytringsfriheden for at bevare friheden til at bevæge sig frit rundt i samfundet, blive fri for vold, blive fri for trusler, eller ultimativt for at bevare friheden til eget liv.
De eksterne aktiviteter, der er betingelsen for selvcensuren, vil typisk tilvejebringe selvcensuren gennem trusler om indgreb i personers frihedsrettigheder, hvis de ytrer bestemte opfattelser. Eller mere radikalt, gennem eksemplets magt, hvor man konsekvent krænker personer som ytrer sig's frihed gennem vold. Andre personer der kunne tænke sig at ytre noget tilsvarende må pragmatisk træffe det valg, at de for at undgå at blive offer for vold må udøve selvcensur.

## Medieansvar
Når folk krænkes ved offentliggørelse i medierne er det Medieansvarsloven, der fastslår, hvem der har ansvaret. Specielt skal massemedier som aviser, tidsskrifter, TV- og radiostationer, samt tilsvarende medier på internettet, have en ansvarshavende redaktør, der er ansvarlig for indholdet, herunder også anonyme indlæg. Massemedier omfattet af loven kan altså ikke dække sig ind under, at en anden er ophavsmand til ytringen. Medieansvarsloven bestemmer derimod ikke, hvilke udtalelser, tekster og billeder, der er strafbare eller kan medføre erstatning og godtgørelse.

## Sager om ytringsfrihed
To eksempler på sager om ytringsfrihed fra henholdsvis den danske højesteret og Den Europæiske Menneskerettighedsdomstol.
Højesteret: 13. februar 1989 (sag U.1989.399H) Journalisten Jens Olaf Jersild dømt for at bringe racistiske udtalelser i fjernsynet, på DR, i såkaldte "grønjakkesag". Journalisten blev i denne sag dømt for at have bragt et interview, hvor nogle unge mænd fremsatte racistiske kommentarer. Retten vurderede, at racismeparagraffen i straffeloven var blevet overtrådt og idømte Jens Olaf Jersild bødestraf.
Danmark blev af Den Europæiske Menneskerettighedsdomstol dømt for brud på Menneskerettighedskonventionens ytringsfrihed, på grund af denne dom.
Menneskerettighedsdomstolen: 19. juni 2003 (sag 49 017/99, Pedersen og Baadsgaard mod Danmark). Denne forholdsvis nye sag er en sag fra højesteret d. 28. oktober 1998. To journalister anlagde sag mod den danske stat på baggrund af dokumentarudsendelsen "Politiets blinde øje" om den såkaldte "Pedal-Ove-sag", hvor journalisterne oprindeligt var blevet dømt for at have fremsat oplysninger om sagen som reelle kendsgerninger, skønt de var fremsat i spørgende form. Den danske stat fik medhold fra fire af de syv dommere, og sagen blev afvist.